# Ciișia, Bolgrad
Ciișia, întâlnit și sub forma Grădina (în bulgară Чийшия, transliterat: Ciișia, în ucraineană Городнє, transliterat: Horodnie) este localitatea de reședință a comuna Ciișia din raionul Bolgrad, regiunea Odesa, Ucraina. Are 5,104 locuitori, preponderent bulgari.
Satul este situat la o altitudine de 80 metri, în partea de nord-est a raionului Bolgrad. El se află la o distanță de 35 km nord-est de centrul raional Bolgrad și la 25 km de stația de cale ferată Ceadîr-Lunga, pe linia Odesa - Bolgrad. Prin această localitate trece drumul național Bolgrad-Tighina. Teritoriul acestei localități este traversat de râul Catalpugul Mare, care se varsă în Lacul Catalpug, în dreptul localității Șichirlichitai-Noi.
Până în anul 1947 satul a purtat denumirea oficială de Ciișia (în ucraineană Чийшия), în acel an el fiind redenumit Horodne.

## Istoric
Primele 30 de familii de coloniști bulgari s-au stabilit în locul unde se află astăzi Ciișia în perioada războiului ruso-turc din 1787-1791. 
Prin Tratatul de pace de la București, semnat pe 16/28 mai 1812, între Imperiul Rus și Imperiul Otoman, la încheierea războiului ruso-turc din 1806 – 1812, Rusia a ocupat teritoriul de est al Moldovei dintre Prut și Nistru, pe care l-a alăturat Ținutului Hotin și Basarabiei/Bugeacului luate de la turci, denumind ansamblul Basarabia (în 1813) și transformându-l într-o gubernie împărțită în zece ținuturi (Hotin, Soroca, Bălți, Orhei, Lăpușna, Tighina, Cahul, Bolgrad, Chilia și Cetatea Albă, capitala guberniei fiind stabilită la Chișinău). 
După războiul ruso-turc, începând din anul 1812 s-au stabilit în sudul Basarabiei familii de imigranți bulgari din sudul Dunării, aceștia primind terenuri de la ocupanții ruși ai Basarabiei. În anul 1813, coloniștii bulgari din nord-estul Bulgariei au fondat satul Ciișia. Printre primele familii din sat au fost Bogoev, Ivanov, Minkov, Ghenov, Nedov, Cervenkov etc. Prin decret al Senatului guberniei din 1819, colonia bulgară din Ciișia a fost încadrată în Ținutul Izmail, ca comună urbană. În anul 1841 s-a deschis în sat prima școală. 
În urma Tratatului de la Paris din 1856, care încheia Războiul Crimeii (1853-1856), Rusia a retrocedat Moldovei o fâșie de pământ din sud-vestul Basarabiei (cunoscută sub denumirea de Cahul, Bolgrad și Ismail). Satul Ciișia s-a aflat pe teritoriul rămas Rusiei.
În vara anului 1871, autoritățile țariste au desființat privilegiile coloniștilor bulgari din Basarabia, ceea ce a schimbat structura administrativă a coloniilor bulgare. 
După Unirea Basarabiei cu România la 27 martie 1918, satul Ciișia a făcut parte din componența României, în Plasa Tașlâc (apoi din Plasa Ivăneștii noi) a județului Cetatea Albă. Pe atunci, majoritatea populației era formată din bulgari, existând și comunități mici de români și ruși. La recensământul din 1930, s-a constatat că din cei 6.222 locuitori din sat, 6.090 erau bulgari (97.88%), 41 români (0.66%), 26 ruși (0.42%), 5 găgăuzi și 5 evrei. 
Ca urmare a Pactului Ribbentrop-Molotov (1939), Basarabia, Bucovina de Nord și Ținutul Herța au fost anexate de către URSS la 28 iunie 1940. După ce Basarabia a fost ocupată de sovietici, Stalin a dezmembrat-o în trei părți. Astfel, la 2 august 1940, a fost înființată RSS Moldovenească, iar părțile de sud (județele românești Cetatea Albă și Ismail) și de nord (județul Hotin) ale Basarabiei, precum și nordul Bucovinei și Ținutul Herța au fost alipite RSS Ucrainene. La 7 august 1940, a fost creată regiunea Ismail, formată din teritoriile aflate în sudul Basarabiei și care au fost alipite RSS Ucrainene .
În perioada 1941-1944, toate teritoriile anexate anterior de URSS au reintrat în componența României. Apoi, cele trei teritorii au fost reocupate de către URSS în anul 1944 și integrate în componența RSS Ucrainene, conform organizării teritoriale făcute de Stalin după anexarea din 1940, când Basarabia a fost ruptă în trei părți. 
În anul 1947, autoritățile sovietice au schimbat denumirea oficială a satului din cea de Ciișia în cea de Horodne. În anul 1954, Regiunea Ismail a fost desființată, iar localitățile componente au fost incluse în Regiunea Odesa.
Începând din anul 1991, satul Ciișia face parte din raionul Bolgrad al regiunii Odesa din cadrul Ucrainei independente. În prezent, satul are 5.104 locuitori, preponderent bulgari.

## Personalități
- Dmitri Bogoev -profesor, doctor în medicină
- Nicolae Cervencov (n. 1948) - profesor universitar, doctor habilitat în științe istorice, rector al Universității de Stat din Taraclia (din 2004), președintele Asociației bulgarilor din Republica Moldova (din 1994)
- Ivan Constantinov - doctor în științe agricole, șef de laborator la Institutul de Pedologie și Agrochimie “Nicolae Dimo" din Chișinău
- Petru Nedov (1926-2009) -  profesor universitar, doctor habilitat în științe agricole, specialist moldovean în imunologia plantelor, ales ca membru de onoare al Academiei de Științe a Moldovei

## Demografie
Componența lingvistică a comunei Ciișia
     Bulgară (93,75%)
     Rusă (2,9%)
     Ucraineană (1,49%)
     Alte limbi (0,84%)
Conform recensământului din 2001, majoritatea populației comunei Ciișia era vorbitoare de bulgară (93,75%), existând în minoritate și vorbitori de rusă (2,9%) și ucraineană (1,49%).
1930: 6.222 (recensământ)
2001: 5.104 (recensământ)